# Provincia eclesiástica de Popayán
La Provincia Eclesiástica de Popayán, o Conocida Informalmente como Provincia Sur-Occidental, es una de las 14 Provincias Eclesiásticas que Constituyen a la Iglesia católica en Colombia; las Otras 13 Provincias de la Iglesia Católica en Colombia son: Barranquilla, Bogotá, Bucaramanga, Cali, Cartagena, Florencia, Ibagué, Manizales, Medellín, Nueva Pamplona, Santa fe de Antioquia, Tunja y Villavicencio.

## Información general
Consiste en 4 Diócesis y 2 Vicariatos Apostólicos Cubriendo Casi todo el Territorio Sur Occidental de la República de Colombia; el Arzobispo Metropolitano de la Provincia y la Arquidiócesis que Conforma como tal a la Misma Jurisdicción es Monseñor Omar Alberto Sánchez Cubillos.

## Lista de Jurisdicciones que Conforman la Provincia Eclesiástica

### Arquidiócesis de Popayán
Diócesis de Ipiales
Diócesis de Mocoa-Sibundoy
Diócesis de Pasto
Diócesis de Tumaco
Vicariatos Apostólicos de Guapi
Vicariatos Apostólicos de Tierradentro